# Леняшина, Наталия Михайловна
Ната́лия Миха́йловна Леня́шина (род. 1940) — советский и российский искусствовед, художественный критик и педагог, доктор искусствоведения (1991), профессор (2004). Член Союза художников СССР (1975). Академик РАХ (2009).

## Биография
Родилась 26 июня 1940 года в городе Ленинград.
С 1957 по 1962 год обучалась на факультете теории и истории искусства Института живописи, скульптуры и архитектуры имени И. Е. Репина, 1962 по 1966 год обучалась в аспирантуре при этом институте. С 1967 года на педагогической работе в институте имени И. Е. Репина, в должностях — преподавателя, доцента, профессора и заведующего кафедрой зарубежного искусства, основные преподаваемые дисциплины: «Зарубежное искусство XX века, зарубежная скульптура XX века, научные методы изучения искусства», одновременно преподавала в Санкт-Петербургской художественно-промышленной академии имени А. Л. Штиглица в должности профессора кафедры искусствознания и культурологи.
В 1971 году в ЛИЖСА имени И. Е. Репина защитила диссертацию на соискание учёной степени кандидат искусствоведения по теме: «Творчество А. Марке», в 1991 году — доктор искусствоведения по теме: «Творчество Джакомо Манцу и проблемы развития итальянской скульптуры XX века» В 2004 году было присвоено учёное звание профессора.
Н. Леняшина является автором многочисленных научных трудов в области зарубежного искусства: монографии «Альбер Марке» (1975) и
«Джакомо Манцу» (1985), «Итальянская скульптура XX века. Проблемы, тенденции, имена» (1990), «Апология Фабра. На пороге мастерской» (2014), научные труды и статьи: «Мастерская Гюстава Моро» (2009), "Археология Марино Марини — в поисках «первичного» (2010), «Эмилио Греко — от неореализма к маньеризму» (2011), «Импрессионизм Медардо Россо — диалог с живописью» (2012), «Модильяни — скульптор-живописец. К проблеме формирования пластической концепции» (2013),
«Пластическая энциклопедия Артуро Мартини» (2015). В 1987 году за монографию «Джакомо Манцу» Н. Леняшина была удостоена Серебряной медали АХ СССР.
В 1975 году Н. Леняшина становится членом Союза художников СССР. В 2009 году была избрана Действительным членом РАХ по Отделению искусствознания и художественной критики.
Супруг — академик АХ СССР В. А. Леняшин.

## Награды
- Серебряная медаль АХ СССР (1987 — за монографию «Джакомо Манцу»)[2]